# Phoradendron juruanum
Phoradendron juruanum är en sandelträdsväxtart som beskrevs av Kuijt. Phoradendron juruanum ingår i släktet Phoradendron och familjen sandelträdsväxter. Inga underarter finns listade i Catalogue of Life.